# 布兰卡·保卢
布兰卡·保卢（捷克語：Blanka Paulů，1954年3月31日—），捷克女子越野滑雪运动员。她曾代表捷克斯洛伐克参加1976年、1980年和1984年冬季奥林匹克运动会越野滑雪比赛，其中1984年冬季奥运会获得一枚银牌。